# Audouin Charles Dollfus
Audouin Charles Dollfus (12. listopadu 1924 – 1. října 2010) byl francouzský astronom, letec, specialista na sluneční soustavu a objevitel Saturnova měsíce Janus.

## Život
Narodil se v Paříži letci Charlesi Dollfusovi.
Studoval na Pařížské univerzitě, kde v roce 1955 získal doktorát z fyzikálních věd. Od roku 1946 pracoval jako astronom vobservatoři v Meudonu, kde následoval svého poradce a učitele Bernarda Lyota. Vedl zde zejména studium sluneční soustavy. Publikoval více než 300 vědeckých publikací, které se týkaly především sluneční soustavy.
Před přistáním sondy Viking na Marsu bylo složení povrchu této planety předmětem mnoha diskusí. Studium povrchu se dlouhou dobu věnoval a později i odhalil.[ujasnit]
V roce 1950 se začal zabývat atmosférou Merkuru. Také zkoumal možnou přítomnost atmosféry kolem Měsíce.
Byl považován za jednoho z nejlepších astronomů na světě. Často je přirovnáván k Percivalu Lowellovi nebo Giovannimu Schiaparelliovi.
V roce 1966 objevil malý měsíc Saturnu. Pojmenoval ho Janus. V této době pravděpodobně pozoroval také menší měsíc Epimetheus, který má stejnou dráhu jako Janus. Zásluhu na tomto objevu má i Richard Walker.
V roce 1981 byl jedním ze zakladatelů World Cultural Council.
Zemřel 1. října 2010 ve věku 85 let.

## Ocenění
Spolu se svým otcem je držitelem několika světových rekordů v letu s horkovzdušným balonem. Jako první uskutečnil astronomická pozorování ze stratosférického balonu.
Na jeho počest je pojmenována planetka 2451 Dollfus. V roce 2013 byl po něm pojmenován také jeden z největších kráterů na Marsu.
V letech 1979 až 1981 byl předsedou Francouzské astronomické společnosti. V roce 1993 mu byla udělena cena Julese Janssena.